# Clueso
Clueso, pseudonimo di Thomas Hübner (Erfurt, 9 aprile 1980), è un cantante e rapper tedesco.

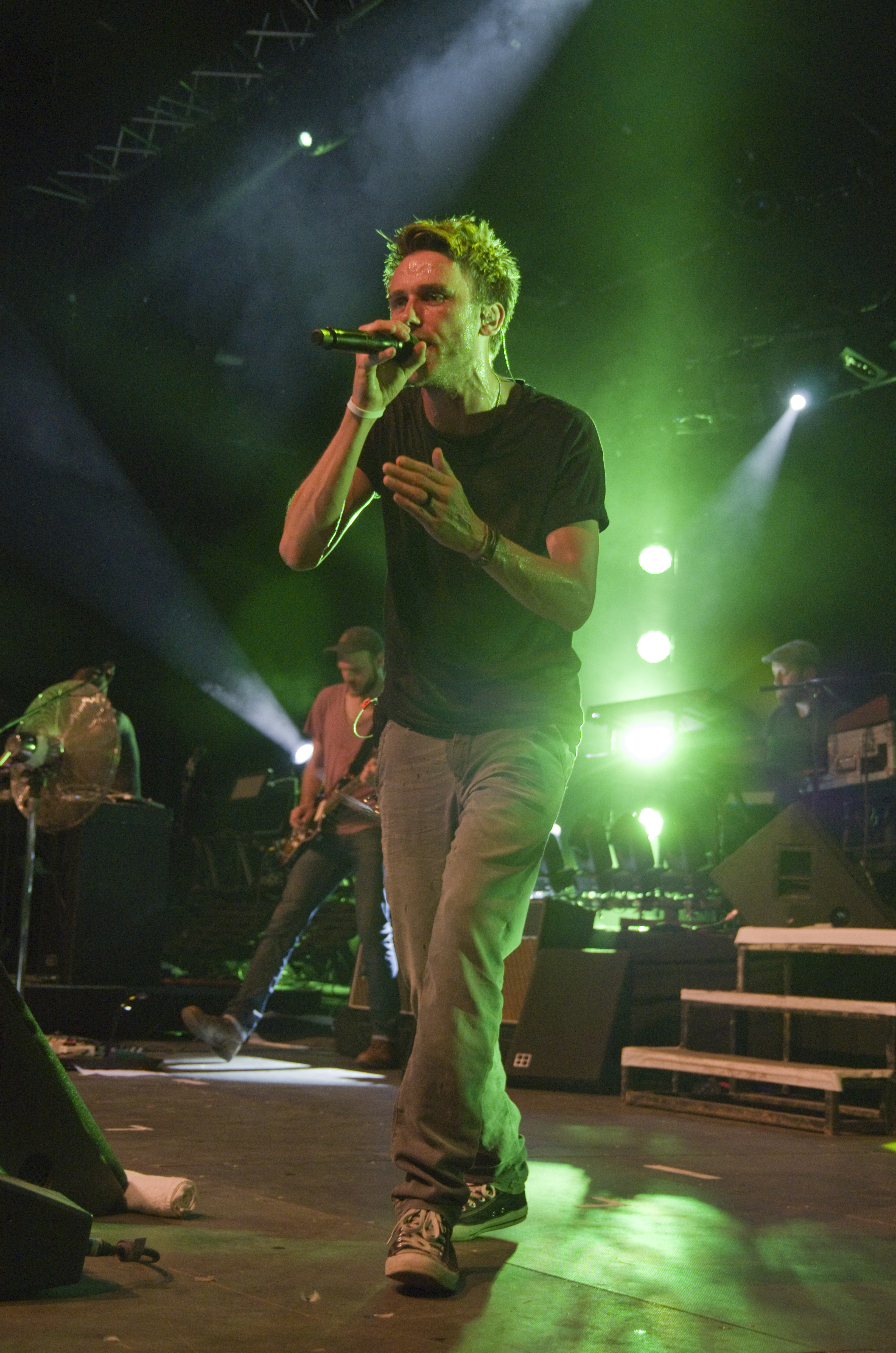
Clueso nel 2015 (Zelt-Musik-Festival di Freiburg) Friburgo in Brisgovia, Germania

Ha inciso anche brani reggae ed è noto per aver duettato con Udo Lindenberg nella nuova versione della canzone di successo di costui, Cello

## Discografia
- 2001 - Text und Ton
- 2004 - Gute Musik
- 2006 - Weit Weg
- 2008 - So Sehr Dabei
- 2009 - So Sehr Dabei Live
- 2010 - Clueso & STÜBA Philharmonie
- 2011 - An und für sich
- 2014 - Stadtrandlichter
- 2016 - Neuanfang
- 2018 - Handgepäck I